# Hoang mạc Bayuda

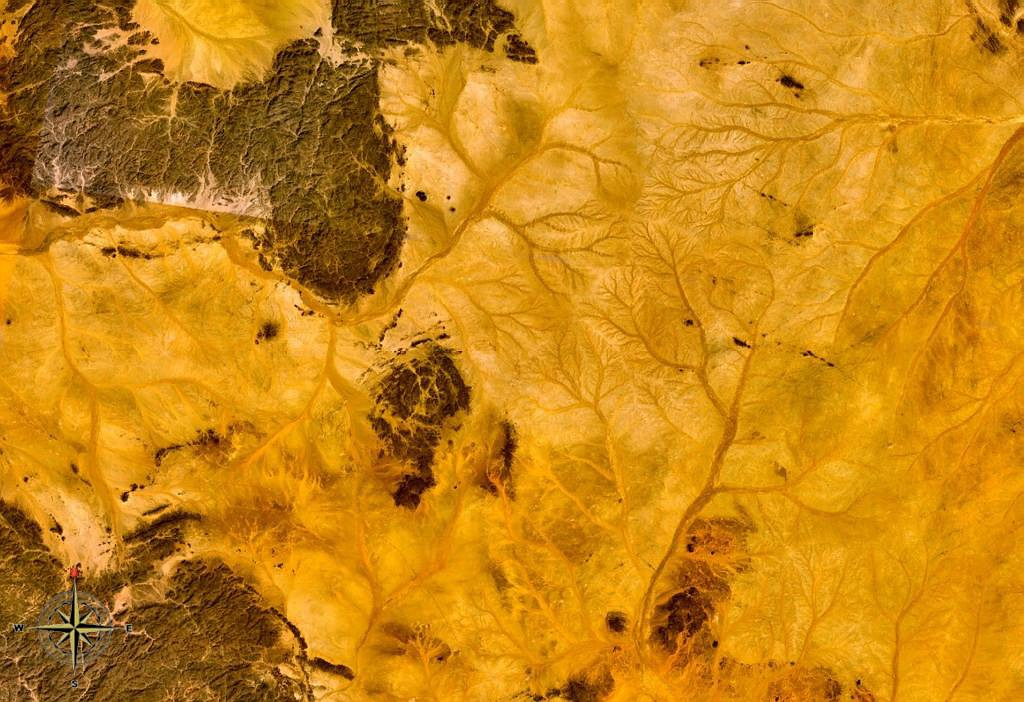
Hình ảng Hoang mạc Bayuda từ không gian

Hoang mạc Bayuda nằm về phía bắc Khartoum, Sudan, phía tây của Kadabas, và về phía nam của hoang mạc Nubian, và cùng với hoang mạc này tạo thành sườn phía đông của hoang mạc Sahara. Hoang mạc này nằm tại tọa độ .